# 東下条駅
東下条駅（ひがしげじょうえき）は、新潟県東蒲原郡阿賀町熊渡（くまわたり）にある、東日本旅客鉄道（JR東日本）磐越西線の駅である。

## 歴史
- 1951年（昭和26年）4月：日本国有鉄道の熊渡仮乗降場として開設[2][3]。
- 1953年（昭和28年）1月10日：駅に昇格し、東下条駅となる[1][3]。
- 1963年（昭和38年）5月1日：業務委託駅となる[4]。
- 1973年（昭和48年）12月1日：無人化[5]。
- 1987年（昭和62年）4月1日：国鉄分割民営化により、JR東日本の駅となる[6]。
- 1995年（平成7年）：駅舎を改築[2]。

## 駅構造
駅舎（東側）に単式ホーム1面1線を有する地上駅である。
新津駅管理の無人駅。駅舎は入口を跨ぐように2棟に分かれており、入り口右側の建物が待合室、左側の建物がトイレと倉庫となっている。

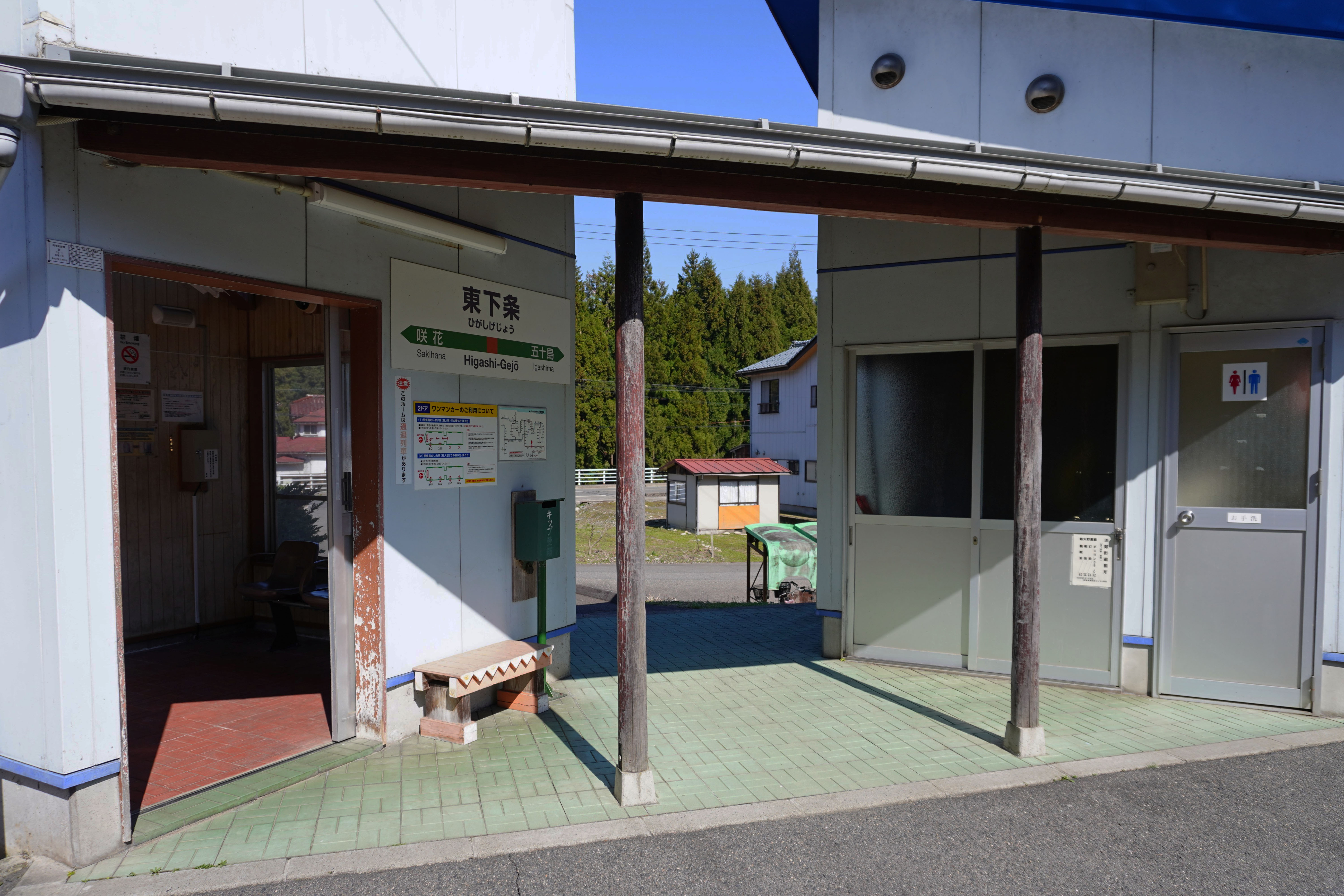
待合室と化粧室（2023年4月）
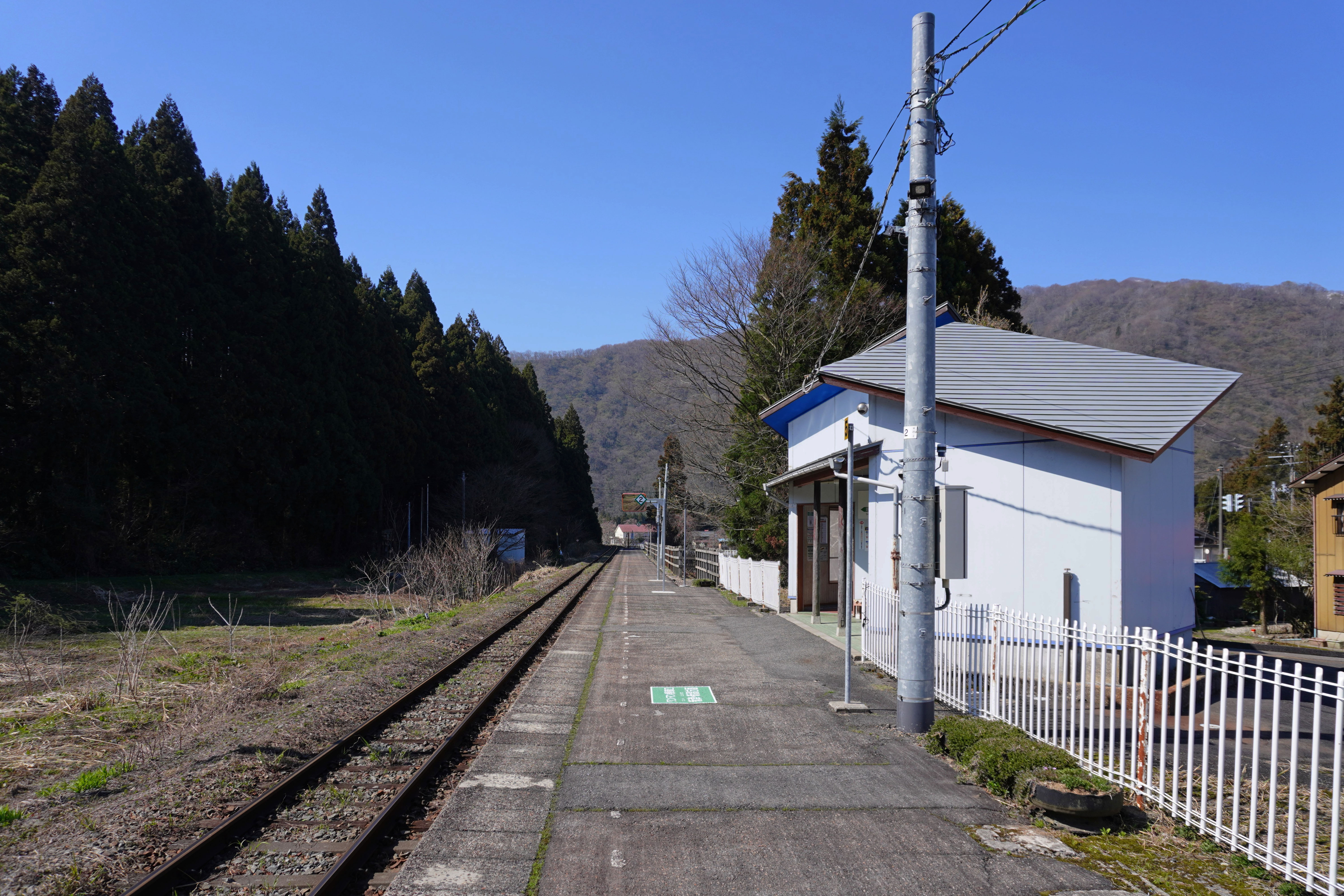
ホーム（2023年4月）

## 駅周辺
- 東下条郵便局
- 阿賀町立下条小学校（平成17年三川小学校に統合により閉校）
- 津川警察署熊渡駐在所
- 国道49号
- 阿賀野川サービスエリア[2] - 磐越自動車道

## 隣の駅
東日本旅客鉄道（JR東日本）
■磐越西線
五十島駅 - 東下条駅 - 咲花駅